# Superliga de Eslovaquia 2003-04
La Superliga de Eslovaquia 2003-04 fue la 11.ª edición de la Superliga eslovaca de fútbol. Participaron 10 equipos, y el MŠK Žilina ganó su tercer campeonato. El goleador fue Roland Števko del MFK Ružomberok.

## Tabla de posiciones
|    | Equipo                        | PJ | PG | PE | PP | GF | GC | DG  | Pts | Frente a frente |
| -- | ----------------------------- | -- | -- | -- | -- | -- | -- | --- | --- | --------------- |
| 1  | MŠK Žilina                    | 36 | 17 | 13 | 6  | 62 | 35 | 27  | 64  | ŽIL: 8 pts      |
| 2  | Dukla Banská Bystrica         | 36 | 17 | 13 | 6  | 58 | 36 | 22  | 64  | BB: 2 pts       |
| 3  | MFK SCP Ružomberok            | 36 | 15 | 10 | 11 | 53 | 47 | 6   | 55  |                 |
| 4  | Spartak Trnava                | 36 | 15 | 8  | 13 | 46 | 46 | 0   | 53  |                 |
| 5  | Laugaricio Trenčín            | 36 | 13 | 9  | 14 | 37 | 43 | -6  | 48  |                 |
| 6  | MFK Dubnica                   | 36 | 12 | 10 | 14 | 41 | 42 | -1  | 46  |                 |
| 7  | ASK Inter Slovnaft Bratislava | 36 | 12 | 9  | 15 | 38 | 44 | -6  | 45  |                 |
| 8  | Artmedia Petržalka            | 36 | 10 | 14 | 12 | 43 | 44 | -1  | 44  |                 |
| 9  | SK Matador Púchov             | 36 | 10 | 9  | 17 | 34 | 54 | -20 | 39  |                 |
| 10 | Slovan Bratislava             | 36 | 6  | 11 | 19 | 37 | 58 | -21 | 29  |                 |

PJ = Partidos jugados; PG = Partidos ganados; PE = Partidos empatados; PP = Partidos perdidos; GF = Goles a favor; GC = Goles en contra; DG = Diferencia de gol; Pts = Puntos
|  | Clasificado a la segunda fase previa de la Liga de Campeones de la UEFA 2004-05 |
|  | Clasificado a la Copa de la UEFA 2004-05                                        |
|  | Clasificado a la Copa Intertoto de la UEFA 2004                                 |
|  | Descendido a la Primera Liga de Eslovaquia                                      |